# まんがグリム童話
『まんがグリム童話』（まんがグリムどうわ）は、ぶんか社が発行する月刊女性漫画雑誌。毎月29日ごろ発売。
表紙での誌名表記は『いちばん残酷なグリム童話』。略称「残グリ」。

## 概要
誌名にグリム童話とあるが、実際はイソップ童話をはじめとする古今東西の童話、民間伝承、童謡、文学作品、歴史上の事件、都市伝説など多岐にわたる題材を翻案した内容。著名な題材は複数作家により繰り返し作品化されることも多く、翻案スキルなど各作家の力量の見せ所となる。
2017年までの表紙イラストは魔木子が毎月担当していた。
表紙および扉絵ではエログロを際立たせた扇情的な文言が並ぶが、内容はラブロマンス、感動もの、コメディ、官能系（レディースコミック各誌と比較しソフトな内容）などバラエティに富む。1970年代までを舞台とした作品が多い。
2011年10月31日よりauのandroid端末向け、2012年3月8日よりiPhone/iPod touch/iPad端末向けにNTTソルマーレ直営の電子コミックサイトである『コミックシーモア』から最新号の配信を開始。(アプリ『定額まんがグリム童話』)

## 姉妹誌

### 本当に怖い童話
毎月25日ごろ発売。本誌と同じ趣旨の内容だが、作風は比較的落ち着いている。かつては執筆者の多くが本誌と重複していたが、現在はおのおの棲み分けが見られる。

### まんがグリム童話デラックス
毎月14日ごろ発売。新作は収録されず、本誌と『本当に怖い童話』『波乱万丈の女たち』の再録作品で構成される。
2000年より刊行。2014年（平成26年）12月号をもって休刊。

### 増刊まんがグリム童話Love&Sexy
奇数月7日ごろ発売。官能的な作品に特化。本誌の再録はまれである。創刊当初は本誌に執筆歴のない作家を起用したが、現在は多少の重複が見られる。

### 波乱万丈の女たち
奇数月17日ごろ発売。時代もの・大河ものが多い。

### 女の復讐童話
不定期刊。本誌の再録で構成。雑誌コードの都合上、本誌以外の増刊として発行される場合もある。

## 単行本
中小出版社における女性漫画の単行本化はまれだが、一部作品は形態を変えながら単行本として発行されている。
過去には作家別新書判コミックス、アンソロジーA5判コミックス、アンソロジーコンビニコミックを発行していた。
現在はまんがグリム童話文庫を発行。発行当初はアンソロジー形式のみだったが、作家単位での発行も徐々に増えている。

## 主な連載作品

### 連載中
- 金瓶梅（竹崎真実）
- 声なきものの唄～瀬戸内の女郎小屋～（安武わたる）
- 美醜の大地〜復讐のために顔を捨てた女〜（藤森治見）

#### 不定期連載
- 禁断の鳥籠（板東いるか)
- 変化のお梛事件帖（魔木子）

### 過去の連載
- めるめるメルヘン（桜木さゆみ）
- オズの魔法使い（かずはしとも）
- 母をたずねて三千里（天ヶ江ルチカ）
- クライム童話シリーズ（小野双葉）（携帯配信の際「毛皮を着た猫」に改題）
- カーマ・スートラ（もろおか紀美子）
- 嵐が丘（かずはしとも）
- お見送りいたします!（円山みやこ）
- 本当にあった笑える話（桜木さゆみ）
- 御意見無用（一川未宇）
- 廓源氏（板東いるか）
- ヴァシュタール寓話（吉川うたた）
- 新・ダークネス（魔木子）

## 主な作家
- 愛田真夕美
- イケスミチエコ
- 小山田いく
- 川崎美枝子
- 北川玲子
- 空路
- 佐々木彩乃
- 白井幸子
- 千之ナイフ
- 高木裕里
- つか絵夢子
- 呪みちる
- 葉月つや子
- 樋口真里奈
- まつざきあけみ
- 森園みるく